# Bassens, Savoie
Bassens är en kommun i departementet Savoie i regionen Auvergne-Rhône-Alpes i sydöstra Frankrike. Kommunen ligger i kantonen Saint-Alban-Leysse som tillhör arrondissementet Chambéry. År 2022 hade Bassens 5 118 invånare.

## Befolkningsutveckling
Antalet invånare i kommunen Bassens
| Referens: INSEE |